# Пунака
Пунака (на дзонгкха: སྤུ་ན་ཁ་རྫོང་ཁག) е един от 20-те окръга на Бутан. Населението му е 28 740 жители (по преброяване от май 2017 г.), а площта 1110 кв. км. Намира се в часова зона UTC+6. ISO 3166 – 2 кодът му е BT-23.

## Галерия
- Пунака